# Imeni Tarasa Szewczenka
Imeni Tarasa Szewczenka (ukr. Імені Тараса Шевченка) – stacja kolejowa w miejscowości Smiła, w obwodzie czerkaskim, na Ukrainie. Jest częścią Kolei Odeskiej. Znajduje się na liniach Imeni Tarasa Szewczenka – Pomiczna, Myroniwka – Imeni Tarasa Szewczenka, Imeni Tarasa Szewczenka – Znamjanka, Hrebinka – Imeni Tarasa Szewczenka.

## Linie kolejowe
- Imeni Tarasa Szewczenka – Pomiczna
- Myroniwka – Imeni Tarasa Szewczenka
- Imeni Tarasa Szewczenka – Znamjanka
- Hrebinka – Imeni Tarasa Szewczenka

## Dawne nazwy
- Bobrynśka – 1876-1936, 1941-1944
- Imeni Postyszewa – 1936-1938
- Imeni Jeżowa – 1938-1940

## Galeria

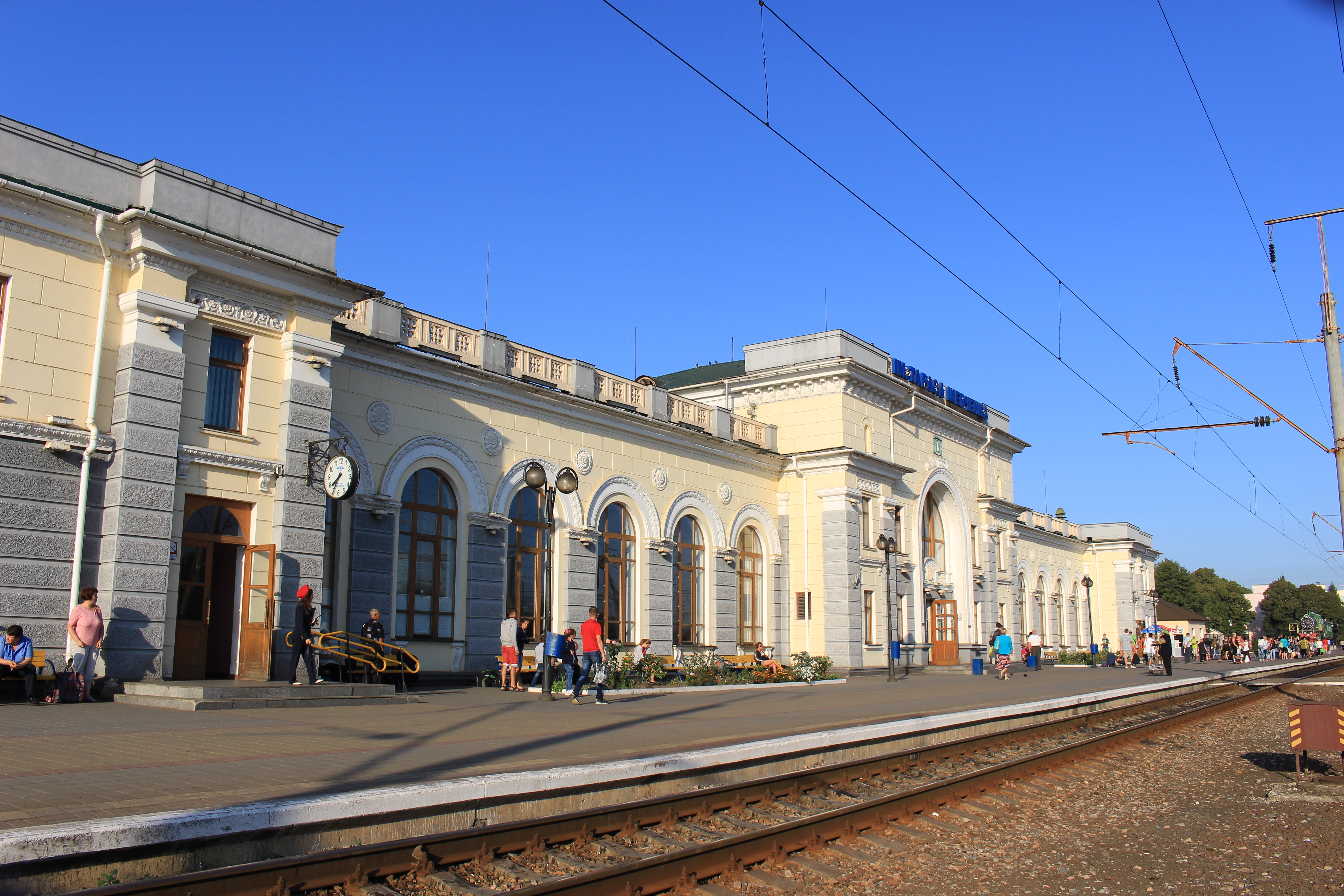
Dworzec południowy
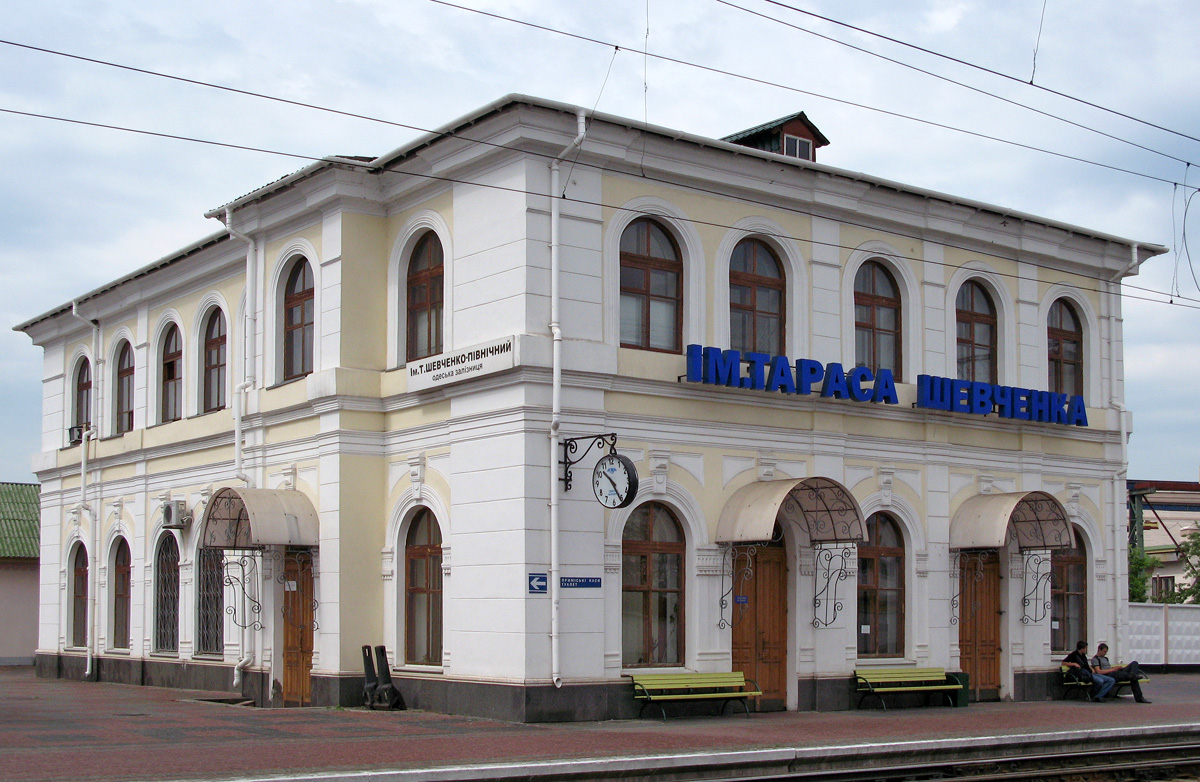
Dworzec północny
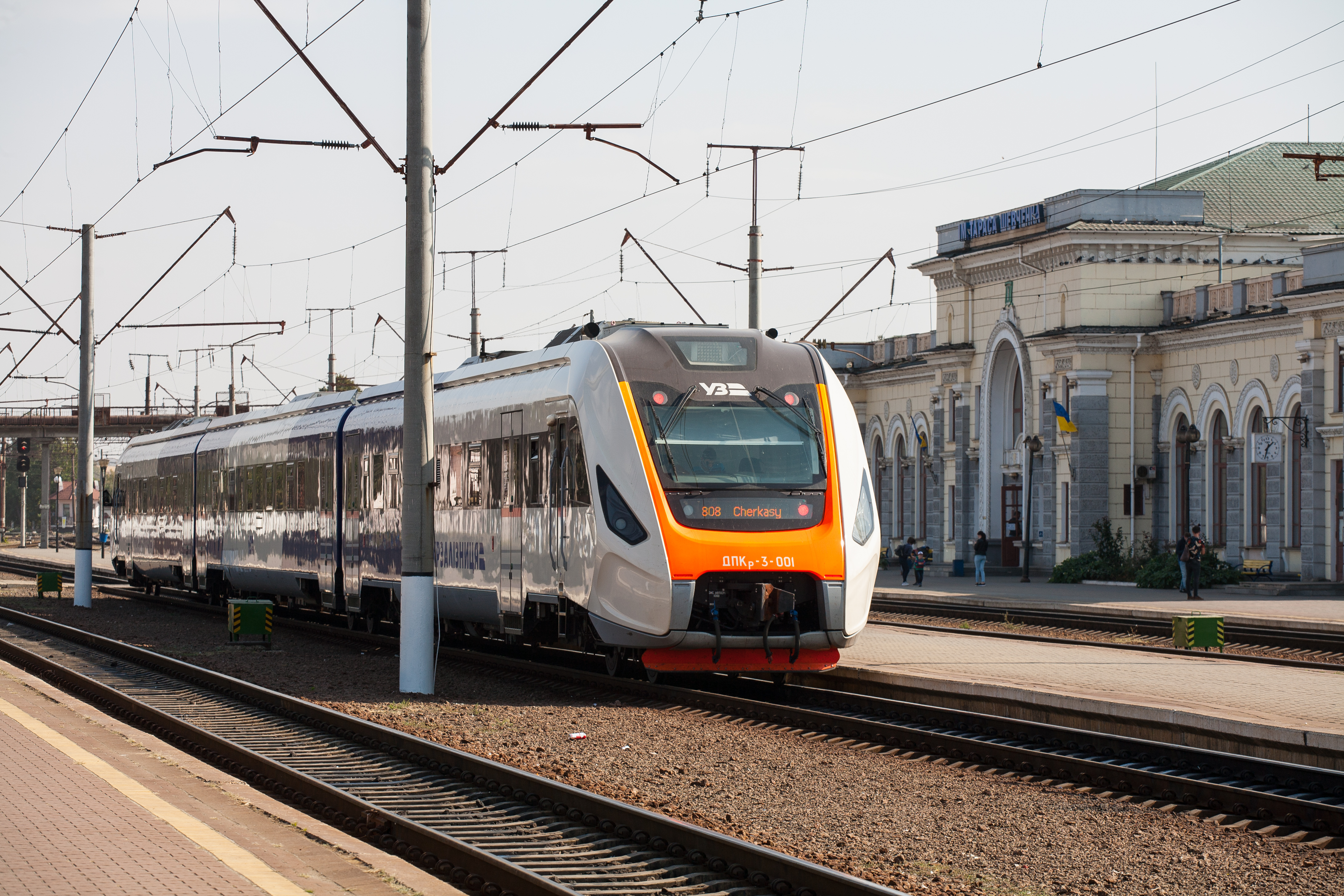
Pociąg spalinowy DPKr-3-001 w pobliżu dworca południowego
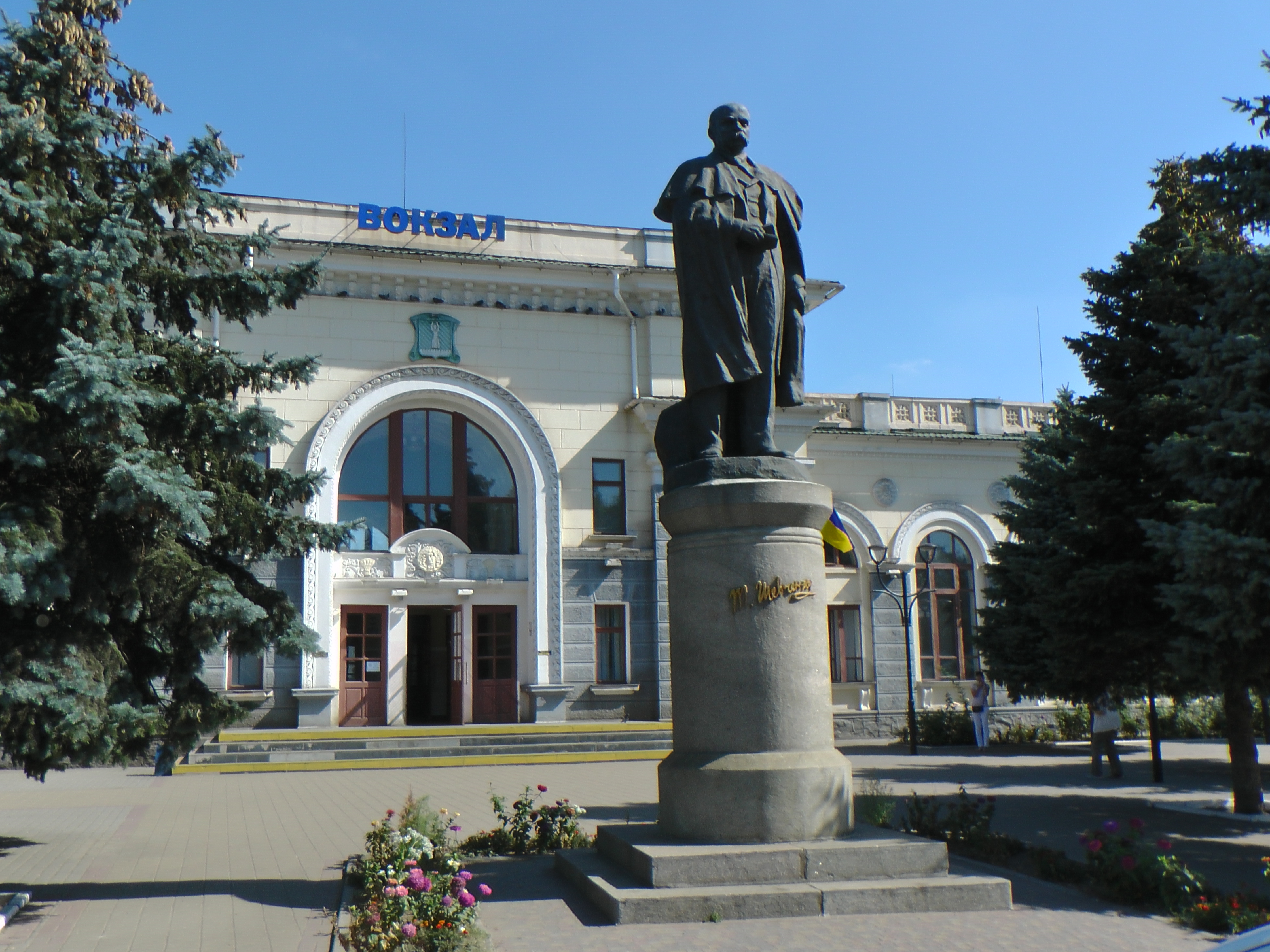
Pomnik Tarasa Szewczenki
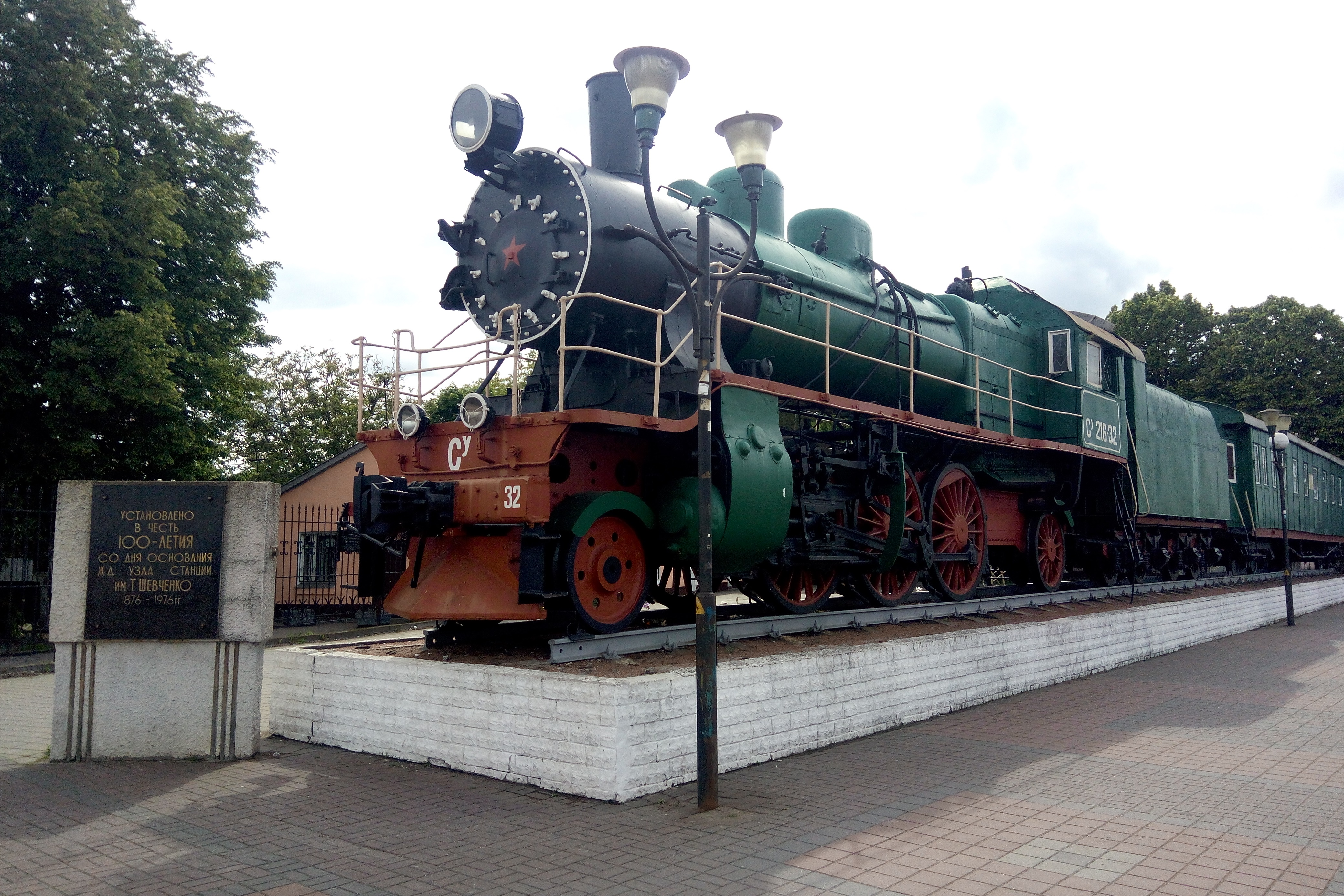
Muzeum